# Parco nazionale Mosi-oa-Tunya
Il parco nazionale Mosi-oa-Tunya (Sotho: Musi oa Thunya [Mosi wa Tunya] "Il fumo che tuona"), è un parco nazionale che ospita metà delle cascate Vittoria, sito patrimonio dell'umanità dell'UNESCO, in Zambia, chiamate localmente Mosi-oa-Tunya— 'Il fumo che tuona' — e create da un salto del fiume Zambesi. Il fiume costituisce il confine tra Zambia e Zimbabwe, pertanto le cascate sono condivise dai due paesi, ed il parco è gemello del parco nazionale delle Cascate Vittoria sul lato dello Zimbabwe.
Il parco ricade all'interno dell'Area di conservazione transfrontaliera Okavango-Zambesi.
Mosi-oa-Tunya, dal Kololo o lingua lozi, è il nome usato in Zambia e in parte dello Zimbabwe.
Il parco nazionale Mosi-oa-Tunya copre una superficie di 66 km², dal Songwe Gorge sotto le cascate in un arco a nord-ovest lungo circa 20 km della riva del fiume Zambesi in Zambia. Costituisce il confine sud-occidentale della città di Livingstone e ha due sezioni principali, ognuna con ingressi separati: un parco naturale alla sua estremità nord-occidentale e il terreno adiacente alle immense e terrorizzanti cascate Vittoria, che nella stagione delle piogge sono la più grande cortina d'acqua al mondo. Si estende a valle delle cascate e verso sud-est lungo la Batoka Gorge.

## Sezione naturale
Il parco naturale comprende un'alta foresta fluviale con palme, boschi di miombo e pascoli con molti uccelli e animali tra cui giraffa angolana, zebra di Grant, facocero africano, antilope nera, eland comune, bufalo africano, impala e altre antilopi. Il numero degli animali è sceso nei periodi di siccità degli ultimi due decenni. Il parco conteneva due rinoceronti bianchi meridionali non indigeni ma importati dal Sudafrica - entrambi selvaggiamente cacciati durante la notte del 6 giugno 2007. Uno è stato ucciso e il suo corno asportato, non lontano dall'ingresso del parco e l'altro gravemente ferito dai proiettili ricevuti, ma è sopravvissuto, contro ogni previsione e vive ancora nel parco sorvegliato 24 ore su 24.
Nel giugno 2009 il numero di rinoceronte bianco meridionale del parco è stato aumentato a cinque esemplari, con l'intenzione di introdurre ulteriori animali a tempo debito. L'indigeno (rinoceronte nero) si credeva estinto in Zambia ma è stato recentemente reintrodotto in una zona pilota. L'elefante africano viene talvolta avvistato nel parco quando attraversa il fiume nella stagione secca dal lato dello Zimbabwe. L'ippopotamo e coccodrillo del Nilo possono essere visti dalla riva del fiume. cercopitechi e babbuini sono comuni anche nel resto del parco nazionale al di fuori della sezione della fauna selvatica.
Dal gennaio 2009 la società, Lion Encounter (incontro con il leone), ha istituito una passeggiata con i leoni dentro il parco, con l'ulteriore programma di avviare un allevamento di leone africano di sud-ovest all'interno della sezione Dambwa Forest del parco che sarà presto estesa.
All'interno del parco naturale si trova l'Old Drift Cimitery dove vennero sepolti i primi coloni europei. Essi si accamparono presso il fiume, ma soccombettero ad una malattia strana e fatale. Accusarono del contagio la corteccia giallo/verde degli "alberi della febbre" mentre probabilmente era dovuta alla zanzara malarica. In poco tempo la comunità si trasferì in un altro terreno e venne fondata la città diLivingstone.

## Sezione delle cascate
La sezione cascate del parco nazionale comprende la foresta pluviale sulla scogliera di fronte alla cataratta orientale, che è alimentata dagli spruzzi provenienti dalle cascate. Essa contiene piante rare per la zona, come mogano, ebano, palma d'avorio, palma selvatica e un certo numero di piante rampicanti e liane. La zona è popolata da piccole antilopi e facoceri che possono anche essere osservati lungo i sentieri che attraverso la foresta fluviale portano alle cascate.
Nel novembre 2005 è stata eretta nel parco una nuova statua dell'esploratore David Livingstone ma la statua originale e più famosa si trova nel lato dello Zimbabwe. Una targa è stata posta sull'isola di Livingstone per indicare il luogo da cui Livingstone fu il primo europeo a vedere le cascate.
Il ponte Knife-Edge Bridge venne costruito negli anni 1960 per consentire l'accesso a piedi alle scogliere che si affacciano sulla Rainbow Falls e sull'uscita della prima gola al Boiling Pot nella seconda gola. Un sentiero ripido va anche verso il Boiling Pot, con vista sulla seconda gola e il ponte di Victoria Falls.
Nella zona direttamente prima che il fiume si tuffi oltre le cascate Vittoria, c'è un piccolo tratto non sviluppato del parco, che è attualmente l'unica posizione di fronte al fiume a cui si può accedere senza pagare un biglietto. Si tratta di una posizione cruciale per l'attraversamento del fiume da parte degli elefanti.
Le cime delle profonde gole sotto le cascate sono raggiungibili su strada e percorsi a piedi attraverso il parco e sono buoni punti di osservazione per saltarupi, lontre e 35 specie di rapaci come il falco delle Taita, l'aquila nera africana, il falco pellegrino e la poiana augurale.